# Liste des circonscriptions législatives du Finistère
Le département français du Finistère est, sous la Cinquième République, constitué de huit circonscriptions législatives, ce nombre étant stable depuis 1958. Leurs limites ont été redéfinies lors du redécoupage de 1986 et de celui de 2010, en vigueur à compter des élections législatives de 2012.

## Présentation
Par ordonnance du 13 octobre 1958 relative à l'élection des députés à l'Assemblée nationale, le département du Finistère est constitué de huit circonscriptions électorales.
Lors des élections législatives de 1986 qui se sont déroulées selon un mode de scrutin proportionnel à un seul tour par listes départementales, le nombre de huit sièges du Finistère a été conservé.
Le retour à un mode de scrutin uninominal majoritaire à deux tours en vue des élections législatives suivantes, a maintenu ce nombre de huit sièges,, selon un nouveau découpage électoral.
Le redécoupage des circonscriptions législatives réalisé en 2010 et entrant en application à compter des élections législatives de juin 2012, a modifié le tracé des deuxième et troisième circonscriptions du Finistère, en maintenant le nombre de huit.

## Composition des circonscriptions

### Composition des circonscriptions de 1958 à 1986
À compter de 1958, le département du Finistère comprend huit circonscriptions regroupant les cantons suivants :
- 1re circonscription : Fouesnant, Quimper, Pont-l'Abbé.
- 2e circonscription : Brest-I, Brest-II, Brest-III.
- 3e circonscription : Landerneau, Lannilis, Ouessant, Plabennec, Ploudalmézeau, Saint-Renan.
- 4e circonscription : Huelgoat, Lanmeur, Morlaix, Plouigneau, Saint-Pol-de-Léon, Taulé.
- 5e circonscription : Daoulas, Landivisiau, Lesneven, Ploudiry, Plouescat, Plouzévédé, Saint-Thégonnec, Sizun.
- 6e circonscription : Carhaix, Châteaulin, Châteauneuf-du-Faou, Crozon, Le Faou, Pleyben.
- 7e circonscription : Briec, Douarnenez, Plogastel-Saint-Germain, Pont-Croix.
- 8e circonscription : Arzano, Bannalec, Concarneau, Pont-Aven, Quimperlé, Rosporden, Scaër.

### Composition des circonscriptions de 1988 à 2012

Le découpage électoral du Finistère de 1988 à 2012.

À compter du découpage de 1986, le département du Finistère comprend huit circonscriptions regroupant les cantons suivants :
- 1re circonscription : Briec, Fouesnant, Quimper-I, Quimper-II, Quimper-III.
- 2e circonscription : Brest-III, Brest-IV, Brest-VI, Brest-VII, Brest-VIII. (par décret no 91-211 du 27 février 1991 art. 2 et 3, les cantons de Brest-IV, VI, VII et VIII ont été remplacés par cinq cantons dénommés Brest-Cavale-Blanche-Bohars-Guilers, Brest-Kerichen, Brest-L'Hermitage-Gouesnou, Brest-Lambézellec, Brest-Saint-Marc. Le canton de Brest-III est désormais dénommé Brest-Centre)[8].
- 3e circonscription : Brest-I, Brest-II, Brest-V, (par décret no 91-211 du 27 février 1991 art. 1er et 3, les cantons de Brest I et II ont été remplacés par trois cantons dénommés Brest-Plouzané, Brest-Recouvrance et Brest-Saint-Pierre. Le canton de Brest V est désormais dénommé Brest-Bellevue)[8], Plabennec, Ploudalmézeau, Saint-Renan.
- 4e circonscription : Lanmeur, Morlaix, Ploudiry, Plouigneau, Plouzévédé, Saint-Pol-de-Léon, Saint-Thégonnec, Sizun, Taulé.
- 5e circonscription : Guipavas, Landerneau, Landivisiau, Lannilis, Lesneven, Plouescat.
- 6e circonscription : Carhaix-Plouguer, Châteaulin, Châteauneuf-du-Faou, Crozon, Daoulas, Le Faou, Huelgoat, Ouessant, Pleyben.
- 7e circonscription : Douarnenez, Guilvinec, Plogastel-Saint-Germain, Pont-Croix, Pont-l'Abbé.
- 8e circonscription : Arzano, Bannalec, Concarneau, Pont-Aven, Quimperlé, Rosporden, Scaër.

### Composition des circonscriptions à compter de 2012

Le découpage électoral du Finistère depuis 2012.

Depuis le nouveau découpage électoral, le département comprend huit circonscriptions regroupant les cantons suivants :
- 1re circonscription : Briec, Fouesnant, Quimper-I, Quimper-II, Quimper-III.
- 2e circonscription : Brest-Bellevue, Brest-Cavale-Blanche-Bohars-Guilers, Brest-Centre, Brest-L'Hermitage-Gouesnou, Brest-Kerichen, Brest-Lambezellec, Brest-Saint-Marc
- 3e circonscription : Brest-Plouzané, Brest-Recouvrance, Brest-Saint-Pierre, Plabennec, Ploudalmézeau, Saint-Renan
- 4e circonscription : Lanmeur, Morlaix, Ploudiry, Plouigneau, Plouzévédé, Saint-Pol-de-Léon, Saint-Thégonnec, Sizun, Taulé.
- 5e circonscription : Guipavas, Landerneau, Landivisiau, Lannilis, Lesneven, Plouescat.
- 6e circonscription : Carhaix-Plouguer, Châteaulin, Châteauneuf-du-Faou, Crozon, Daoulas, Le Faou, Huelgoat, Ouessant, Pleyben.
- 7e circonscription : Douarnenez, Guilvinec, Plogastel-Saint-Germain, Pont-Croix, Pont-l'Abbé.
- 8e circonscription : Arzano, Bannalec, Concarneau, Pont-Aven, Quimperlé, Rosporden, Scaër.

À la suite du redécoupage des cantons de 2014, les circonscriptions législatives ne sont plus composées de cantons entiers mais continuent à être définies selon les limites cantonales en vigueur en 2010. Les circonscriptions sont ainsi composées des cantons actuels suivants :
- 1re circonscription : cantons de Briec (5 communes), Fouesnant, Quimper-1 (partie de Quimper et communes de Plomelin et Pluguffan) et Quimper-2
- 2e circonscription : cantons de Brest-1, Brest-2 (centre-ville de Brest), Brest-4 et Brest-5
- 3e circonscription : cantons de Brest-2 (sauf centre-ville de Brest), Brest-3, Lesneven (4 communes), Plabennec (sauf communes de Landéda, Lannilis et Tréglonou) et Saint-Renan (sauf Ouessant)
- 4e circonscription : cantons de Landivisiau (10 communes), Morlaix, Plouigneau, Pont-de-Buis-lès-Quimerch (4 communes) et Saint-Pol-de-Léon (10 communes), communes de Lanneuffret et La Roche-Maurice
- 5e circonscription : cantons de Guipavas (sauf commune de Plougastel-Daoulas), Landerneau (sauf communes de Lanneuffret et La Roche-Maurice), Landivisiau (9 communes), Lesneven (13 communes) et Saint-Pol-de-Léon (4 communes), communes de Dirinon, Landéda, Lannilis et Tréglonou
- 6e circonscription : cantons de Briec (13 communes), Carhaix-Plouguer, Crozon et Pont-de-Buis-lès-Quimerch (12 communes), communes de Kerlaz, Locronan, Ouessant et Plougastel-Daoulas
- 7e circonscription : cantons de Douarnenez (sauf commune de Kerlaz), Plonéour-Lanvern, Pont-l'Abbé et Quimper-1 (communes de Guengat, Plogonnec et Plonéis)
- 8e circonscription : cantons de Concarneau, Moëlan-sur-Mer et Quimperlé